# Devasthanadahosahalli, Chik Ballapur
Devasthanadahosahalli là một làng thuộc tehsil Chik Ballapur, huyện Kolar, bang Karnataka, Ấn Độ.